# Gülçin Ergül
Gülçin Ergül, född 30 oktober 1985 i Istanbul, är en turkisk sångerska. Hon är mest känd som tidigare medlem i den turkiska gruppen Hepsi (2005–2009).

## Biografi
Ergül föddes i Turkiets största stad Istanbul. Under sin uppväxt tränade hon piano och balett. Redan som åttaåring var hon en lovande balettdansös och deltog i flera berömda baletter och operor. År 2005 blev hon sångerska i den turkiska gruppen Hepsi och släppte flera framgångsrika album med gruppen. Hon påbörjade även en karriär som skådespelerska 2006. Hon har sedan dess varit med i både film och TV-serier. År 2009 lämnade hon Hepsi. Den 25 januari 2011 släppte hon sitt solo-debutalbum med titeln Bravo. Hon har skrivit låtarna på albumet själv. Samma månad släpptes även hennes debutsingel "Ara Ara" med en tillhörande musikvideo som visades för första gången den 19 januari.

## Diskografi

### Album
- 25 januari 2011 – Bravo
- 13 oktober 2021 – Karapenet ve belamet
- 30 oktober 2021 - inadina adana'ta asklari
- 5 november 2021 - underiden aylin hayginem!

### Singlar
- 2011 – "Ara Ara"
- 2015 – "Bir Tanecik Aşkım"